# Jammerbergia
Jammerbergia formops
Genre
Espèce
Jammerbergia est un genre fossile de temnospondyles mastodonsauroïdes de la famille des Mastodonsauridae. L'espèce type est Jammerbergia formops et, en 2022, le genre est resté monotypique.

## Présentation
La seule espèce connue, datant de l'époque du Trias, a été dénommée Jammerbergia formops en 2003 à partir de vestiges fossiles trouvés dans la zone du Cynognathus en Afrique du Sud.

## Publication originale
- (en) Ross J. Damiani et John P. Hancox, « New mastodonsaurid temnospondyls from the Cynognathus Assemblage Zone (Upper Beaufort Group; Karoo Basin) of South Africa », Journal of Vertebrate Paleontology, SVP et Taylor & Francis, vol. 23, no 1,‎ 11 avril 2003, p. 54-66 (ISSN 0272-4634 et 1937-2809, OCLC 238100068, DOI 10.1671/0272-4634(2003)23[54:NMTFTC]2.0.CO;2). .